# ماسايوشي شيميزو
ماسايوشي شيميزو هو سياسي ياباني، ولد في 7 ديسمبر 1941 في أوتا في اليابان.